# ムービー
ムービー（Full Motion Video、FMV）とはコンピュータゲームにおけるハードウェアの高性能化とCD-ROMに代表される安価な大容量記録メディアの特性から用いられることが増えた、いわゆるプリレンダリング映像を指す。特にテレビゲームでのデモンストレーションシーン（デモシーン）を指す例が多い。
和製英語であり、英語圏ではゲームにおけるこの種の映像を、通常のテレビと同等のフレーム数である映像の総称であるFull Motion Video、もしくは略称のFMVと呼んでいる。より一般的な呼称としてはCutscene（カットシーン）、もしくはCinematics（シネマティクス）と呼ばれる。

## 概要
ムービーは特性上、ROMからローディングしながら再生するため必然的に操作が必要なくなる。そのためゲーム進行に影響を与えにくいデモシーンに使用されることが多くなった。例としてオープニングデモやエンディングデモ、物語中で特殊なイベントが再現する場面などが挙げられる。あらかじめ作成されていた動画や音楽を再生するだけで良いため、ゲーム機上で実行されるプログラムが描き出す映像よりも美麗なCG、実写映像などを用いることができた。なお、ムービーとは3DCGによって制作された映像だけではなく、2Dのアニメーションや実写映像を利用したものも含む。
一般的にはPlayStation向けに発売されたスクウェア（現スクウェア・エニックス）の『ファイナルファンタジーシリーズ』がゲーム中のムービーにおいて先駆的立場にあったとされその技術力は高い。元々デジタルを前提としたコンテンツである関係上、CGアニメーションは映画業界に先駆けて広く普及した。ハリウッドの大作CG映画の水準に至ることはないものの、どのゲームメーカーも研究開発を重ねながら高品質なムービーを生み出すようになってきている。
ムービーはかつては開発陣の映像技術の高低の指標となっていたため、ゲームメーカーはムービー制作の専門チームを置くことが多かった。開発規模の巨大化および分業化が進んだ結果として開発チーム内にムービー専用のグループがおかれることは多い。なおゲームソフトにおけるCG制作は、映像業界から技術の還元（あるいはその逆）も高いため、映像業界が直面する問題と直結している場合が多々ある。従って、SIGGRAPHなどの学会でも、映画業界とゲーム業界で技術的な交流が持たれている。
ムービー部分のみ専門の映像制作会社に外注しているケースも増えた。例として『テイルズ オブ シリーズ』は、オープニングムービーをアニメーション制作会社に制作を外注している作品の代表といえる（他には『ゴッド・オブ・ウォー』シリーズや『ミラーズエッジ』などがある）。さらにハードウェアの性能向上により、リアルタイムにエフェクトをかけることが容易になってきたことや、プリレンダリングムービーでは不可能な表現を行うため、またはコスト上の問題から、リアルタイムに映像を演算出力するリアルタイムレンダリングムービーを取り入れる会社も増えている。
2010年代に発売されたPS4やXbox Oneの世代になると、もはやプリレンダリングとリアルタイムレンダリングの区別が付かなくなり、ムービーとゲームプレイがシームレスに行き来できるようになった。一部作品では過去のCG映画を超えるクオリティの映像もリアルタイムに出力できるようになった。
動画そのものの圧縮技術に関しては、フォントなどと同様に外部のミドルウェアを採用しているメーカーも増えてきた。第5世代のハードではMPEG1並の圧縮率と方式だったため、実機映像と比較して画質の劣化が否めなかったが、以後のハードと圧縮技術の進化により映像ソフト媒体と似た進化を歩んでいる形である。

## プリレンダリングムービー
デモシーンとしての意味合いで、広義でのムービーシーンは黎明期のコンピュータゲームから存在していた。
ハードウエアやソフトウエアの進歩によりリアルタイムに処理可能なグラフィックスが、前々世代ゲームハードのプリレンダリング映像に匹敵するものが多くなっている。そのため「ムービー」という言葉を用いる場合、プリレンダリング映像以外にも、同ハードウエアのグラフィックス機能を上回る表現能力を示す、上記シーンを表す用語として用いられることが増えた（これについては後述）。
テレビゲーム業界では、PCエンジンのCD-ROM²に置いて1989年に発売された『天外魔境 ZIRIA』で初めて本格的に採用され、同機種ならびに後発であるメガドライブのメガCDのソフトに順次採用されている。3DCGではなくアニメーションシーンやボイス再現が中心だったが、当時としては大容量のメディアの特性を活かし、ゲームの映像表現を高めるのに一役買った。
また1994年に発売されたセガサターンとPlayStationには、標準でCD-ROMが採用されていたためにムービーを採用するゲームソフトの数が飛躍的に増えた。中でも『バイオハザード』や『ファイナルファンタジーVII』が当時としては非常高い水準のCG映像を収録し、さらにはゲーム自体への没入感を高めることにも成功した。こういった成功作を見たゲームメーカーが、多くのゲームでプリレンダリング映像によるムービーを採用することとなった。
ただし、高クオリティの映像制作には掛かるコストも高い上、ゲームプレイスタイルへの応用性は低く、ムービーゲーム全盛期にも各ゲームメーカーはそれらの取捨選択を委ねられる。またゲーム中のムービーの内容が、発売時の市況からみて相対的に技術の高いものであれば、ゲーム展開に大きなインパクトを持たせる効果的な表現手段となりうるものの、完成度が低いムービーは概して視覚的に不自然なものとなる。そのため、ムービーを挿入することによりかえって製作の粗雑さを露呈してしまっているケースも存在した。特にRPGなどストーリーにある程度のウェイトがあるゲームに置いては途中で状況を変更したり、装備が違う、パーティーメンバーが違うなどの複数の分岐に対応出来ない場合が多く、ムービーがストーリーに制限をかけてしまったり、ストーリーとムービーが矛盾するなどと言った事態を引き起こしている。前述の一般に成功作と言われる『ファイナルファンタジーVII』についても同様の問題が起こっている。
また、SD画質世代のゲームがHD世代ゲーム機にリマスター移植された際に、リアルタイムで描画される通常部分の画質はハード性能を反映して高画質であるのに対して、プリレンダリングムービーはSD解像度の映像をアップコンバートで引き延ばし再生するため相対的にムービー部分の画質が見劣りするタイトルも見られる（『バイオハザード4』の追加シナリオ「the another order」等）。

## リアルタイムレンダリングムービー
一部でプリレンダリング映像を使用しない、ハードウエア能力とプログラミングに因るグラフィックスでの非操作画面をムービーと呼称する場合もある。これはNINTENDO 64の『ゼルダの伝説 時のオカリナ』において、ハードウエア上のグラフィックス機能で表現されているキャラクターがデモシーンを展開する際に、非操作になる場面に名づけられた名称である。任天堂はこういった形式を「リアルタイム（で処理を行っている）ムービー（若しくはリアルタイムレンダリングムービー）」、または「インタラクティブムービー」と呼んでいた（一般的に使われる意味の「インタラクティブムービー」とは別）。
第6世代（PlayStation 2、ニンテンドー ゲームキューブ、Xbox、および同時期のPCゲーム）以降のハードウェアが持つ高いグラフィックス処理能力の恩恵で、このスタイルのムービーに該当する作品が増えている（『デビルメイクライシリーズ』や『Gears of War』シリーズなど）。さらには、通常のゲーム同様のリアルタイムレンダリングであることを活かし、ゲームプレイ部分とムービー部分が継ぎ目無し（『DEAD SPACE』のエンディング導入部などが挙げられる。ロード時間はおろか、カット割りすらない）になっているものがあるほか、『コール オブ デューティシリーズ』などに代表されるように通常のゲームプレイ中に（操作可能なまま）ムービーのような演出が入る作品も増えてきている。これらの傾向を持つ作品は第6世代からすでにあったものの、第7世代（Xbox 360、PlayStation 3、および同時期のPCゲーム）で数が大きく増えた。

## 課題
CG動画制作技術の向上が著しかったため、映像分野における「不気味の谷現象」問題も認識が高まってきている。これはCG制作を行う業界共通の問題である。『L.A.ノワール』（リアルタイムレンダリング中心）のようにこの問題に真っ向から取り組んだ作品も散見される様になった。